# Klenovnik (Požarevac)
Klenovnik (em cirílico:Кленовник) é uma vila da Sérvia localizada no município de Požarevac, pertencente ao distrito de Braničevo, na região de Braničevo. A sua população era de 904 habitantes segundo o censo de 2002.

## Demografia
| 1948 | 1953 | 1961 | 1971 | 1981 | 1991  | 2002 |
| ---- | ---- | ---- | ---- | ---- | ----- | ---- |
| 535  | 564  | 714  | 930  | 535  | 1 024 | 904  |